# Lici d'Elèuteres
Lici (grec antic: Λύκιος, llatí: Lycius) fou un escultor grec natural d'Elèuteres, a Beòcia. Plini el Vell el fa deixeble del famós escultor Miró; en canvi Pausànies i Polemó diuen que n'era fill.
Va viure vers el 428 aC (olimpíada 92). Plini diu que va esculpir un grup d'argonautes i un noi que bufava per encendre un foc que s'estava apagant, "una obra digna del seu mestre", afegeix Plini. Pausànies diu que va veure una estàtua seva de bronze a l'Acròpoli d'Atenes d'un nen que tenia un vaixell mullat (περιρραντήριον). També menciona un grup d'escultures molt ben organitzat, que tenia per tema la Guerra de Troia, situat a Olímpia, a l'Hippodamium, dedicat pels habitants d'Apol·lònia, ciutat situada al golf Jònic, muntat sobre una base semicircular de marbre, amb una imatge central de Zeus, amb Tetis i Eos, suplicant que vetllés pels seus fills Aquil·les i Memnó. Aquests herois adoptaven l'actitud de combatents als angles del semicercle i l'espai entre ells estava ocupat per dirigents grecs i troians: Odisseu s'oposava a Helen, els dos homes més savis de cascun dels exèrcits, Paris a Menelau a causa de la seva enemistat, Diomedes a Enees i Deífob a Àiax el Gran. És probable que encara que la base fos de marbre, les estàtues fossin de bronze
Probablement és la mateixa persona que treballava també en copes d'or i plata, que era una feina habitual dels escultors. Se sap per Marcial que Miró, el pare de Lici, havia fet unes copes extraordinàries.